# Pallanzeno
Pallanzeno ist eine Gemeinde  in der italienischen Provinz Verbano-Cusio-Ossola (VB) in der Region Piemont.

## Lage und Einwohner
Pallanzeno liegt rund 30 km nordwestlich von der Provinzhauptstadt Verbania und 10 km südlich von Domodossola entfernt. Sie umfasst eine Fläche von 4 km² und hat 1095 Einwohner (Stand am 31. Dezember 2023). 
Die Nachbargemeinden sind Beura-Cardezza, Calasca-Castiglione, Piedimulera, Borgomezzavalle, Villadossola und Vogogna.

## Geschichte

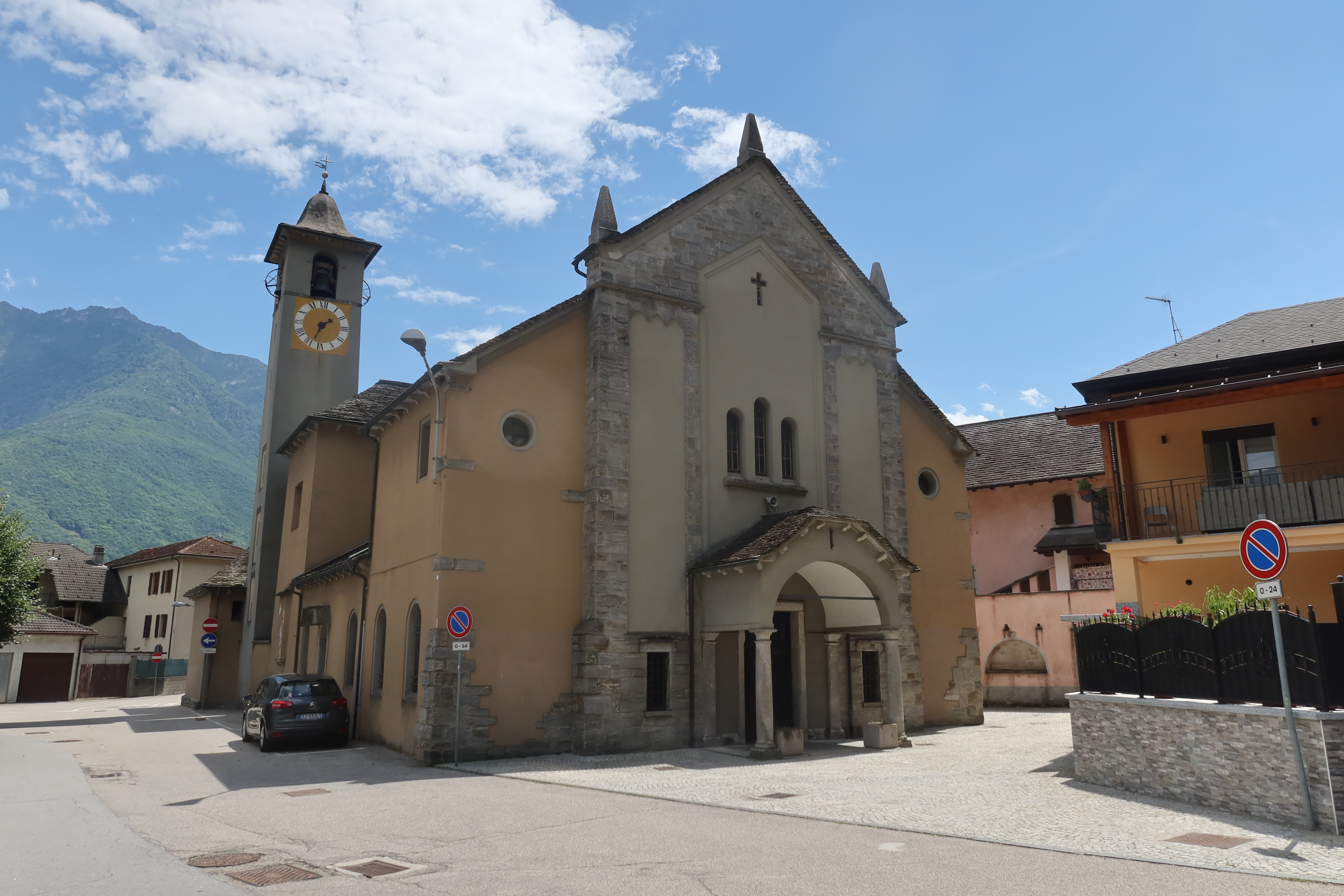
Kirche San Pietro

Im Mittelalter war Pallanzeno ein kleines Dorf, das mit Vogogna verbunden war, aber im Laufe der Jahre wuchs es, auch in der Bevölkerung. In den Jahren des Zweiten Weltkriegs war die Gemeinde klein und stark mit den industriellen Aktivitäten von Villadossola verbunden und fast vollständig von Wein- und Weizenfeldern bedeckt. Nass vom Fluss Toce, an der Stelle, an der er vorbeifließt, kann man noch sehen, wie es einst die Umgebung des Flusses von Wildkaninchen, Füchsen und verschiedenen Vogelarten war.